# Велика награда Саудијске Арабије 2021.
Велика награда Саудијске Арабије 2021. (званично позната као енгл. Formula 1 STC Saudi Arabian Grand Prix 2021) је била трка Формуле 1, одржана 5. децембра 2021. на стази Џеда Корнич, у Саудијској Арабији. Трка је била 21. рунда светског шампионата Формуле 1 2021. Била је то прва у историји Велика награда Саудијске Арабије.

## Позадина
Најављено је да ће Велика награда Саудијске Арабије бити у календару светског првенства Формуле 1 за 2021. у новембру 2020. Трка је првобитно требало да се одржи 28. новембра, али је померена због одлагања Велике награде Аустралије због пандемије КОВИД-19.
28. новембра, недељу дана пре трке, суоснивач Вилијамса и бивши власник Сир Френк Вилијамс преминуо је у 79. години. Тимови су одавали почаст на својим аутомобилима, а минут ћутања одржан је отприлике један сат пре почетка трке. Алпин је имао специјалан дизајн за викенд у знак сећања на своју 100. трку са једним од својих спонзора Кастрол. Уочи тркачког викенда, генерални директор Вилијамса, Јост Капито објавио је да је тестиран на КОВИД и да је позитиван, па је због тога пропустио викенд са тимом.

### Шампионат пре трке
Макс Верстапен је био лидер у шампионату возача са 351,5 бодова 8 више од Луиса Хамилтона, са 343,5 поена. У шампионату конструктора, Мерцедес је водио испред Ред була за 5 бодова. Иза њих, Ферари на 3. месту је водио Макларен за 39,5 бодова.

### Учесници
Возачи и тимови су били исти као на листи за пријаву сезоне без додатних резервних возача за трку или тренинг.

### Избор гума
Једини добављач гума Пирели доделио је Ц2, Ц3 и Ц4 смеше гума које ће се користити у трци.

## Тренинзи
Одржана су три тренинга, сваки по један сат. Прве два тренинга су одржане у петак 3. децембра у 16:30 и 20:00 по локалном времену (УТЦ+03:00), а трећи тренинг је одржана 4. децембра у 17:00.

## Квалификације
Квалификације су одржане 4. децембра у 20:00 по локалном времену и трајале су један сат.
Квалификације су почеле тако што је Серхио Перез заузео прво место у првом делу квалификација (К1) са временом 1:28,021. У другом делу (К2) Луис Хамилтон је заузео прво место са временом 1:27,712. Хамилтон је време поставио на средњим пнеуматицима старим 8 кругова, што му даје недостатак гума за трку (када су возачи у првих 10, морају да стартују на гуми са којом су поставили најбрже време у К2) у поређењу са његовим ривалом за титулу Максом Верстапеном који је имао 4 круга старе средње гуме. Сви аутомобили који су прошли кроз К2, квалификовали су се са средњом гумом осим Ланда Нориса који је користио меке гуме. Карлос Саинз млађи се мучио са својим Фераријем након што се окренуо у 10. скретању и ударио зид задњим крилом, наневши мању штету. У својој последњој вожњи у К2, поново је изгубио контролу, изјавивши да је аутомобил „невозљив“ и принуђен да одустане од покушаја.
К3 је почео тако што је Хамилтон направио грешку и прекинуо свој покушај. Хамилтон је потом поставио свој пол круг од 1:27,511. Макс Верстапен је био у свом брзом кругу на крају сесије, постављајући најбрже време сесије у прва два сектора, док је скоро секао зид на излазу из скретања 2. Улазећи у последњу крвину, предњи леви пнеуматика је заблокирао и након што је отишао широко и притиснуо гас, изгубио је контролу над задњим делом и ударио у зид узрокујући ломљење његовог вешања. Ово је донело Хамилтону пол, испред Валтерија Ботаса и Верстапена.

### Квалификациона класификација
| Поз.   | Бр. | Возач            | Конструктор  | Квалификациона времена | Квалификациона времена | Квалификациона времена | Стартна позиција |
| Поз.   | Бр. | Возач            | Конструктор  | К1                     | К2                     | К3                     | Стартна позиција |
| ------ | --- | ---------------- | ------------ | ---------------------- | ---------------------- | ---------------------- | ---------------- |
| 1      | 44  | Луис Хамилтон    | Мерцедес     | 1:28,466               | 1:27,712               | 1:27,511               | 1                |
| 2      | 77  | Валтери Ботас    | Мерцедес     | 1:28,067               | 1:28,054               | 1:27,622               | 2                |
| 3      | 33  | Макс Верстапен   | Ред бул      | 1:28,285               | 1:27,953               | 1:27,653               | 3                |
| 4      | 16  | Шарл Леклер      | Ферари       | 1:28,310               | 1:28,459               | 1:28,054               | 4                |
| 5      | 11  | Серхио Перез     | Ред бул      | 1:28,021               | 1:27,946               | 1:28,123               | 5                |
| 6      | 10  | Пјер Гасли       | Алфа Таури   | 1:28,401               | 1:28,314               | 1:28,125               | 6                |
| 7      | 4   | Ландо Норис      | Макларен     | 1:28,338               | 1:28,344               | 1:28,180               | 7                |
| 8      | 22  | Јуки Цунода      | Алфа Таури   | 1:28,503               | 1:28,222               | 1:28,442               | 8                |
| 9      | 31  | Естебан Окон     | Алпин        | 1:28,752               | 1:28,564               | 1:28,647               | 9                |
| 10     | 99  | Антонио Ђовинаци | Алфа Ромео   | 1:28,889               | 1:28,616               | 1:28,754               | 10               |
| 11     | 3   | Данијел Рикардо  | Макларен     | 1:28,216               | 1:28,668               | Н/Д                    | 11               |
| 12     | 7   | Кими Рејкенен    | Алфа Ромео   | 1:28,856               | 1:28,885               | Н/Д                    | 12               |
| 13     | 14  | Фернандо Алонсо  | Алпин        | 1:28,944               | 1:28,920               | Н/Д                    | 13               |
| 14     | 63  | Џорџ Расел       | Вилијамс     | 1:28,926               | 1:29,054               | Н/Д                    | 14               |
| 15     | 55  | Карлос Саинз     | Ферари       | 1:28,236               | 1:53,652               | Н/Д                    | 15               |
| 16     | 6   | Николас Латифи   | Вилијамс     | 1:29,177               | Н/Д                    | Н/Д                    | 16               |
| 17     | 5   | Себастијан Фетел | Астон Мартин | 1:29,198               | Н/Д                    | Н/Д                    | 17               |
| 18     | 18  | Ланс Строл       | Астон Мартин | 1:29,368               | Н/Д                    | Н/Д                    | 18               |
| 19     | 47  | Мик Шумахер      | Хас          | 1:29,464               | Н/Д                    | Н/Д                    | 19               |
| 20     | 9   | Никита Мазепин   | Хас          | 1:30,473               | Н/Д                    | Н/Д                    | 20               |
| Извор: |     |                  |              |                        |                        |                        |                  |

## Трка
Трка је почела у 20:30 по локалном времену 5. децембра и трајала је 50 кругова. Трка је прекинута инцидентима који су резултирали са два возила безбедности, две црвене заставе и четири виртуелна сигурносна аутомобила.

### Тркачка класификација
| Поз.                                                        | Бр. | Возач            | Конструктор  | Кругова | Време/Разлика   | Место | Поени |
| ----------------------------------------------------------- | --- | ---------------- | ------------ | ------- | --------------- | ----- | ----- |
| 1                                                           | 44  | Луис Хамилтон    | Мерцедес     | 50      | 2:06:15,185     | 1     | 261   |
| 2                                                           | 33  | Макс Верстапен   | Ред бул      | 50      | +21,8252        | 3     | 18    |
| 3                                                           | 77  | Валтери Ботас    | Мерцедес     | 50      | +27,531         | 2     | 15    |
| 4                                                           | 31  | Естебан Окон     | Алпин        | 50      | +27,633         | 9     | 12    |
| 5                                                           | 3   | Данијел Рикардо  | Макларен     | 50      | +40,121         | 11    | 10    |
| 6                                                           | 10  | Пјер Гасли       | Алфа Таури   | 50      | +41,613         | 6     | 8     |
| 7                                                           | 16  | Шарл Леклер      | Ферари       | 50      | +44,475         | 4     | 6     |
| 8                                                           | 55  | Карлос Саинз     | Ферари       | 50      | +46,606         | 15    | 4     |
| 9                                                           | 99  | Антонио Ђовинаци | Алфа Ромео   | 50      | +58,505         | 10    | 2     |
| 10                                                          | 4   | Ландо Норис      | Макларен     | 50      | +1:01,358       | 7     | 1     |
| 11                                                          | 18  | Ланс Строл       | Астон Мартин | 50      | +1:17,212       | 18    |       |
| 12                                                          | 6   | Николас Латифи   | Вилијамс     | 50      | +1:23,249       | 16    |       |
| 13                                                          | 14  | Фернандо Алонсо  | Алпин        | 49      | +1 круг         | 13    |       |
| 14                                                          | 22  | Јуки Цунода      | Алфа Таури   | 49      | +1 круг3        | 8     |       |
| 15                                                          | 7   | Кими Рејкенен    | Алфа Ромео   | 49      | +1 круг         | 12    |       |
| Ret                                                         | 5   | Себастијан Фетел | Астон Мартин | 44      | Штета од судара | 17    |       |
| Ret                                                         | 11  | Серхио Перез     | Ред бул      | 14      | Судар           | 5     |       |
| Ret                                                         | 9   | Никита Мазепин   | Хас          | 14      | Судар           | 20    |       |
| Ret                                                         | 63  | Џорџ Расел       | Вилијамс     | 14      | Судар           | 14    |       |
| Ret                                                         | 47  | Мик Шумахер      | Хас          | 8       | Незгода         | 19    |       |
| Најбржи круг: Луис Хамилтон (Мерцедес) – 1:30,734 (круг 47) |     |                  |              |         |                 |       |       |
| Извор:                                                      |     |                  |              |         |                 |       |       |

Напомене
- ^1  – Укључује један бод за најбржи круг.
- ^2  – Макс Верстапен добио је пет секунди казну због напуштања стазе и стицања предности. Он је такође добио казну од десет секунди због изазивања судара са Луисом Хамилтоном. На његову коначну позицију казне нису утицали.[17]
- ^3  – Јуки Цунода је завршио на 13. месту, али је добио пет секунди временске казне због изазивања судара са Себастијаном Фетелом.[17]

## Поредак шампионата после трке
|           | Поз. | Возач          | Поени |
| --------- | ---- | -------------- | ----- |
| Unchanged | 1    | Макс Верстапен | 369.5 |
| Unchanged | 2    | Луис Хамилтон  | 369.5 |
| Unchanged | 3    | Валтери Ботас  | 218   |
| Unchanged | 4    | Серхио Перез   | 190   |
| 1         | 5    | Шарл Леклер    | 158   |

|           | Поз. | Конструктор | Поени |
| --------- | ---- | ----------- | ----- |
| Unchanged | 1    | Мерцедес    | 587.5 |
| Unchanged | 2    | Ред бул     | 559.5 |
| Unchanged | 3    | Ферари      | 307.5 |
| Unchanged | 4    | Макларен    | 269   |
| Unchanged | 5    | Алпин       | 149   |

- Напомена: Укључено је само првих пет позиција за оба поретка.

## Напомена
1. ↑  Првобитно је планирано да се у сезони 2021. возе 23 трке,[1] али су, због пандемије ковида 19, неке трке отказане, друге додате у календар и вожене су 22 трке.[2][3]